# Arno Schönberger
Arno Schönberger (Schönberg, 19 novembre 1915 – Norimberga, 13 novembre 1993) è stato uno storico dell'arte tedesco.
Dopo essersi laureato e aver conseguito il dottorato in Storia dell´arte all'università di Monaco di Baviera, lavorò nel dopoguerra prima (dal 1945) al Bayerisches Landesamt für Denkmalpflege e poi (dal 1948) al Bayerisches Nationalmuseum, entrambi a Monaco di Baviera. A partire dal 1959 guidó il Kunstgewerbemuseums/Stiftung Preußischer Kulturbesitz a Berlino e infine tra il 1969 e il 1980 fu direttore generale del Germanisches Nationalmuseum a Norimberga.